# 무인가사
무인가사(영어:Driverless / The Crash 중국어:無人駕駛)은 장양 감독, 류예, 린신루, 가오위안위안 주연의 영화이다.
도시남녀들의 서로 각기 다른 이야기들이 얽히고 섥히면서 진행되는 스토리물로 2010년 부산국제영화제의 아시아 영화의 창 부분에서 3중 충돌이라는 제목으로 상영되었다.

## 소개글
부유한 중산층의 삶을 살지만 부인과의 불화로 고통받는 남자와, 그와 밀회를 즐기는 내연녀.
딸을 잃고 실의에 빠진 중년남성과 배신을 당해 변해가는 여성. 하룻밤 사랑을 즐기는 청춘과 언제부턴가 주변을 맴도는 벙어리 소녀.
교차로에서의 교통사고를 통해 화려한 도시 베이징에서 살아가는 현대인들의 사랑과 좌절, 욕망과 삶을 다룬 영화이다.

## 출연진
- 류예 - 지웅 역
- 린신루 - 왕단 역
- 가오위안위안 - 초운 역(지웅의 처)
- 이소염 - 상청 역(지웅의 내연녀)
- 진건빈 - 왕곤 역
- 왕뤄단 - 이흔 역
- 황헌 - 이가 역
- 유융 - 노곽 역
- 호일호 - 대위 역
- 왕즈원 - 자비어 역